# Кокорин, Николай Кириллович
Никола́й Кири́ллович Коко́рин (8 [20] мая 1889 — 16 [29] мая 1917) — русский офицер, лётчик-ас российской истребительной авиации в Первой мировой войне.

## Биография
Николай Кириллович Кокорин родился 8 (20) мая 1889 года в деревне Лом Хлебниковской волости. Окончил церковно-приходскую школу.
С 23 декабря 1910 года вступил в воинскую службу рядовым в Вислинскую речную минную роту. 5 ноября 1911 года был направлен на учёбу в Офицерскую школу авиации Отдела воздушного флота. Вначале его направили на курсы мотористов, но после настойчивых рапортов он был направлен в 5-й Сибирский корпусной авиационный отряд. Там он был направлен в Севастопольскую лётную школу. 2 октября 1914 года сдав пилотский экзамен, Кокорин получил звание летчика и диплом пилота-авиатора и был назначен в 4-й корпусной авиаотряд. В течение первого полугодия 1915 года Кокорин не раз выполнял рискованные разведывательные полёты над позициями противника. За ряд таких полётов он был удостоен награждением знаком отличия Военного ордена 4-й степени (Георгиевским крестом).
В июне 1915 года он был направлен в Школу авиации Императорского Московского общества воздухоплавания, где прошёл подготовку на новых быстроходных аппаратах типа «Моран» и «Ньюпор». С августа 1915 года вновь на фронте. В августе следующего года его отряд вошел в первую боевую группу Юго-Западного фронта и Николай стал лихим летчиком истребителем.
29 мая 1917 года в совместном полёте со своим постоянным напарником унтер-офицером Михаилом Земблевичем Кокорин вступил в бой c пятью самолётами противника. В критическую минуту боя Зембелевич оставил его одного.  В бою Кокорин был смертельно ранен в грудь, потерял управление самолётом, тот перешёл в штопор и разбился.
Гроб и винт от самолёта, на котором он разбился, был доставлен в село Хлебниково (ныне — в Мари-Турекский район, Марий Эл ) тело погребли на церковном кладбище, где был установлен памятник и тот самый винт. В годы советской власти церковь была полуразрушена, и все могилы и памятники сровняли с землёй. Винт, как рассказывали, висел на стене в администрации Хлебниково, дальнейшая его судьба неизвестна.

## Воинские звания
- Рядовой (10.12.1910)
- Младший унтер-офицер (20.07.1913)
- Старший унтер-офицер (11.02.1914)
- Прапорщик (25.08.1916 (за боевые отличия)
- Подпоручик (22.07.1917 (посмертно))

## Награды
- Орден Святого Георгия 4 степени — ПАФ от 31.07.1917 г. «за то, что, будучи в чине прапорщика, в воздушном бою 20-го декабря 1916 г., встретив над нашими позициями самолёт противника, атаковал его и сбил. Самолёт противника упал в нашем расположении».
- Орден Святой Анны 4 степени — приказом по армиям Юго-Западного фронта № 111 от 26.01.1917 г.;
- Орден Святого Станислава 3 степени — приказом по армиям Юго-Западного фронта № 454 от 13.04.1917 г.;
- Полный кавалер Георгиевского креста:
  - 4-й степени № 192070 — Приказом по 6-му Сибирскому корпусу № 66 от 17.04.1915 г. «за отличие во время воздушной разведки 12 марта 1915 г. в районе Сохачев, Лович, Скерневицы»;
  - 3-й степени № 4204 — приказом по 2-й армии № 805 от 15.11.1915 г. «за самоотверженные разведки в апреле, мае, июне месяце 1915 г., и за то, что смело и отважно производил полеты над позицией противника и в его тылу, произведя разведку, доставлял ценные сведения о противнике, метал бомбы в различного рода цели, каждый раз летая под беспрерывным и ожесточенным огнём противника; два раза возвращался с пробитым осколками снарядов самолётом»;
  - 2-й степени № 21452 — приказом по 2-й армии № 49 от 13.01.1916 г. «за разведки и бомбометания в течение августа, сентября и октября месяца 1915 г., и за то, что… во время своих разведок, находясь в тылу противника и держась в воздухе до 5 часов непрерывно, старший унтер-офицер Кокорин давал возможность наблюдателю детально расследовать наблюдаемый район и отметить скопление и передвижения противника. Кроме того, за свои разведки сбросил с самолёта 13 бомб и одна из них 19 сентября 1915 г., по сведениям пленных, попала в походную кухню противника»;
  - 1-й степени № 10114 — приказом по 2-й армии № 463 от 06.06.1916 г. «за боевые разведки тыла противника и бои с немецкими самолётами в течение апреля месяца 1916 г., и за то, что 20-го марта сего года летчиком Кокориным был совершен полет в м. Свенцяны для обследования тыла противника. Во время всего полета над расположением противника (более 100 верст) был обстреливаем сосредоточенным огнём его артиллерии, снарядами которой сделано 7 пробоин в аппарате и сломан лонжерон крыла, но несмотря на это, мужественно выполнил свою задачу, дал возможность своему наблюдателю подробно обследовать тыл противника и кроме того сам лично, несмотря на особенно сильный огонь над Свенцянами, заметил узкоколейную железную дорогу противника, снизился и убедившись в этом точно, определил её направление».
- Георгиевское оружие — ПАФ от 31.07.1917 г. «за то, что, будучи в чине прапорщика, 12-го ноября 1916 г., взлетев на самолёте системы „Ньюпор“, встретил в нашем расположении немецкий самолёт и решительно двинулся на него в атаку. Заметив это, с немецкого самолёта был открыт пулеметный огонь, но, невзирая на явную опасность быть сбитым, подпоручик Кокорин подошел к самолёту противника на весьма короткое расстояние и только тогда, в свою очередь, открыл пулеметный огонь, ранил немецкого летчика и заставил самолёт противника опуститься в нашем расположении».

## Победы
- 25 ноября 1916 года — германский самолёт (экипаж взят в плен)
- 2 января 1917 года — германский самолёт
- 14 апреля 1917 года — Альбатрос С.III (экипаж взят в плен)
- 24 мая 1917 года — Бранденбург С.I
- 26 мая 1917 года — Бранденбург С.1

## Комментарии
1. ↑  Ныне — в Мари-Турекском районе Марий Эл[2][3]. В источниках встречается указание местом рождения м. Хлебниково Московского уезда[4].